# Himawari 8
O Himawari 8 (em japonês:  ひまわり8号) é um satélite de comunicação e meteorológico geoestacionário japonês construído pela Mitsubishi Electric. Ele é operado pelo Ministério de terras, infraestrutura, transporte e turismo (MLIT) e pela Agência Meteorológica do Japão (JMA). O satélite foi baseado na plataforma DS-2000 e sua expectativa de vida útil é de 15 anos (missão meteorológica 8 anos).

## Lançamento
O satélite foi lançado com sucesso ao espaço no dia 7 de outubro de 2014, por meio de um veículo H-2A-202 a partir do Centro Espacial de Tanegashima. Ele tinha uma massa de lançamento de 3500 kg.